# سد بافلسپورت
سد بافلسپورت (به لاتین: Buffelspoort Dam) یک سد در آفریقای جنوبی است که در Near Rustenburg, North West Province, South Africa واقع شده‌است.